# ケーハ駅
ケーハ駅（ケーハえき、タイ語:สถานีเคหะฯ）は、タイ王国のサムットプラーカーン県ムアンサムットプラーカーン郡にある、スクムウィット通り上の高架線にあるバンコク・スカイトレイン（BTS）の駅。駅番号は「E23」。
2018年12月6日にサムロン駅 - ケーハ駅の延伸開業と同時に開業。当面はスクムウィット線の南側の終点である。

## 駅構造
- 相対式ホーム2面2線を有する高架駅。
  - 1番線は降車専用であり、全ての乗客を降車させたあとそのまま直進して線路上で折り返し、2番線に転線して当駅発列車となる。
- 可動式ホーム柵によるホームドア設置駅。
- エスカレーター、エレベーター設置駅。

### 駅階層

Kheha Station Traditional sign

| 3階                                |                                              |                        |
| 相対式ホーム（可動式ホーム柵有り） |                                              |                        |
| 1番線・上り■スクムウィット線       | 降車専用                                     |                        |
| 2番線・下り■スクムウィット線       | サムロン・アソーク・サイアム・モーチット方面 |                        |
| 相対式ホーム（可動式ホーム柵有り） |                                              |                        |
| 2階                                | コンコース                                   | 自動券売機、自動改札口 |
| 1階                                | 出入口                                       | スクムウィット通り     |

## 駅周辺
将来的にはバーンプー駅（E27）まで延伸する計画があるが、スクムウィット通りを直進して1キロほど先で線路は途絶えている（2019年5月時点）。
- サムットプラカーンBTSメンテナンスセンター

線路が途切れた地点で西側に線路が大きく分岐しており、スクムウィット通りの西側に車庫と整備工場がある。
- クロコダイルファーム（タイ語版）

## 路線バス
駅直下のスクムウィット通りには、各社路線バスが運行されている。